# Липник (Гацко)
Липник је насељено мјесто у општини Гацко, Република Српска, БиХ. Према попису становништва из 1991. у насељу је живјело 253 становника.

## Становништво
Према попису становништва из 1991. године, мјесто је имало 253 становника.
| Демографија | Демографија | Демографија |
| Година      | Становника  | Становника  |
| ----------- | ----------- | ----------- |
| 1961.       | 387         |             |
| 1971.       | 314         |             |
| 1981.       | 286         |             |
| 1991.       | 353         |             |

## Знамените личности
- Коста Бјелогрлић, народни херој Југославије